# Souk Vongsak
Prins Souk Vongsak (Luang Prabang, 15 januari 1915 - ?, 1983) behoorde tot het koninklijk huis van Luang Prabang. (Het koningshuis van Luang Prabang regeerde van 1945 tot 1975 over Laos.) Souk Vongsak sloot zich aan bij de Lao Issara ('Vrij Laos') beweging en later bij de pro-communistische Pathet Lao. In de Pathet Lao-tegenregering diende hij als minister van Propaganda en Educatie. 
Na de machtsovername van de communisten (zie: communisme) werd Souk minister zonder portefeuille en lid van het politbureau van de Laotiaanse Revolutionaire Volkspartij (LRVP).